# Sarre (land)
Pour les articles homonymes, voir Sarre.
La Sarre (en allemand : Saarland /ˈzaːɐ̯lant/) est le plus petit land d’Allemagne après les villes-États de Berlin, Hambourg et Brême, avec une superficie de 2 568,70 km2. Sa capitale est Sarrebruck. Elle est bordée par le Luxembourg à l’ouest, le land allemand de Rhénanie-Palatinat au nord et le département français de la Moselle au sud. Ces entités sont par ailleurs associées, avec la Région wallonne et les communautés francophone et germanophone de Belgique, au sein de la « Grande Région », un groupement européen de coopération territoriale (GECT).
De 1792 jusqu’en 1955, la Sarre a changé huit fois de nationalité. À la fin de la Première Guerre mondiale, le traité de Versailles détache la Sarre de l’Allemagne, qui devient alors le territoire du bassin de la Sarre, occupé et gouverné par la France sous mandat administratif de la Société des Nations. En 1935, elle est rendue à l’Allemagne à la suite d’un référendum d’autodétermination, qui voit plus de 90 % des électeurs sarrois se prononcer pour la réunification avec l'Allemagne. Après la Seconde Guerre mondiale, la Sarre devient un petit État semi-autonome, réorganisée en tant que protectorat placé sous l’administration militaire française en Allemagne occupée par les Alliés. Le 15 décembre 1947, les conseillers sarrois adoptent une Constitution faisant de la région un véritable État indépendant sous le nom de « Saarland ». Cette indépendance est alors reconnue officiellement au sein des instances internationales. Une décennie plus tard, les accords de Luxembourg, signés par la France et la République fédérale d’Allemagne le 27 octobre 1956, aboutissent au rattachement politique de la Sarre à l’Allemagne de l'Ouest sous la forme d’un land.
Aujourd’hui, la verrerie et la céramique sont des secteurs traditionnels qui prédominent dans l’économie sarroise, auxquelles s’ajoutent les constructions mécaniques, la métallurgie et l’industrie chimique. Par son histoire particulière et mouvementée, la Sarre est marquée par l’influence de la France, qui est son plus grand marché d’exportation depuis 2017, sur sa culture et son mode de vie. C’est le land allemand qui compte le plus d’organismes franco-allemands, dont la plus importante du pays, l’Université franco-allemande, a son siège à Sarrebruck. En janvier 2014, le gouvernement sarrois a annoncé sa volonté de faire du français la deuxième langue vernaculaire de la région d’ici à 2043, en l’espace d’une génération.

## Géographie

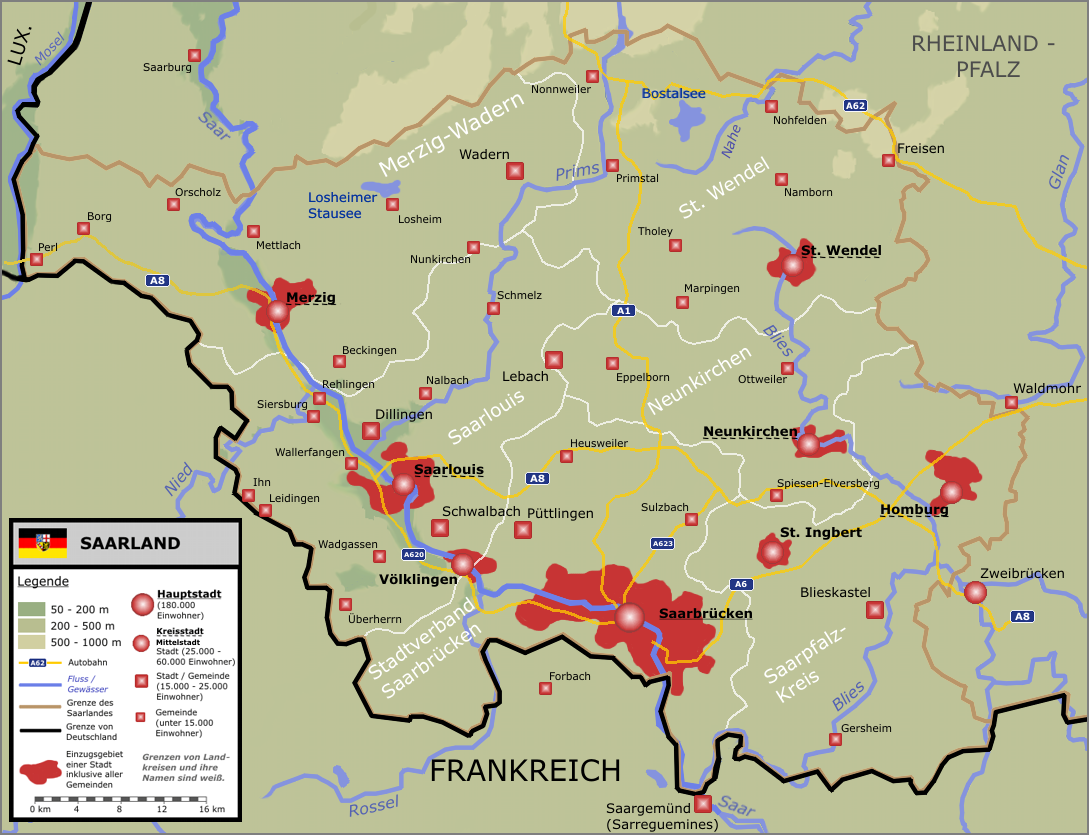

### Situation
La Sarre se situe à l’extrême sud-ouest de l’Allemagne, frontalière avec le land voisin de Rhénanie-Palatinat, le département français de la Moselle et le Luxembourg.
Elle est traversée par la vallée de la Sarre, rivière qui a donné son nom au Land et à plusieurs villes (Sarrebruck, Sarrelouis). La vallée est densément peuplée, au sein de l’Eurodistrict SaarMoselle, région frontalière avec la France. Le nord du Land a un relief accidenté, avec le massif de l’Hunsrück.

### Écologie

#### Énergie
La Sarre dispose de sept centrales à charbon, à hauteur de 2 600 MW. Plus de la moitié (1 400 MW) de la production est exportée vers la Rhénanie-Westphalie et le Bade-Wurtemberg. Les énergies renouvelables ne représentent que 5 % de la production sarroise contre 16 % au niveau allemand. Capacités : 111 MW en éolien, 165 MW en photovoltaique, ?	hydraulique. L'éolien a diminué sa production en Sarre de 7 % entre 2009 et 2010. Les autres énergies renouvelables ont diminué leur production de 15,2 % entre 2009 et 2010. L'hydraulique a crû de 21 %.

#### Climat
Avec 218 kg de CO2/Gj, la Sarre est au 3e rang des Länder les plus pollueurs, après la Saxe et la Rhénanie-du-Nord-Westphalie.

## Histoire

### Antiquité et Moyen Âge
La Sarre est une des rares régions d'Allemagne à avoir fait durablement partie de l'Empire romain, comme en témoignent les nombreuses villas retrouvées sur son territoire. Elle bénéficia sans doute de la proximité de la résidence impériale de Trèves (Trier), aujourd'hui en Rhénanie-Palatinat. L'existence de Sarrebruck est attestée pour la première fois en 999, date à laquelle l’Empereur Otton III fait don du château de Sarrabrucca à son neveu Adalbéron II, évêque de Metz.
Au Moyen Âge, le territoire est morcelé en petites seigneuries, dont les plus importantes sont celles des princes électeurs archevêques de Trèves, des comtes (puis princes) de Nassau-Sarrebruck, celles des comtes (puis ducs) de Palatinat-Deux-Ponts et celles des ducs de Lorraine. Au XVIIe siècle, la guerre de Trente Ans dévaste la région. Sous le règne de Louis XIV, la France se lance dans une politique d’annexions et Vauban crée de toutes pièces la ville fortifiée de Sarrelouis, qui restera française de 1680 à 1815.

### Entre France et Allemagne
Au XVIIIe siècle, on commence à exploiter de manière intensive ce qui fera la richesse de la Sarre moderne : le charbon et le minerai de fer. Le développement économique permet aux princes de Nassau de doter Sarrelouis de somptueux monuments baroques, dus pour l'essentiel à l'architecte Stengel. La ville de Sarrelouis fut chef-lieu de district de 1790 à 1795. En octobre 1792, les armées révolutionnaires envahissent la principauté. De 1801 à 1814, la Sarre donne son nom à un département français dont Trèves est la préfecture. En 1815, à la suite du congrès de Vienne puis du traité de Paris, le territoire est enlevé à la France et partagé, pour l'essentiel, entre la province prussienne du Rhin (la Rhénanie prussienne) et l'Autriche. Aux termes du traité de Munich, signé en 1816, l'Autriche rétrocède sa part à la Bavière, qui l'inclut dans le Palatinat rhénan.
Après la Première Guerre mondiale, le traité de Versailles de 1919 accorde à la France la propriété des mines de charbon et place le territoire du bassin de la Sarre sous mandat de la Société des Nations, jusqu'au plébiscite du 13 janvier 1935 qui dégagera une énorme majorité (90,8 %) en faveur du rattachement à l'Allemagne. Environ 6 000 personnes dont un peu moins de 50% de juifs quittèrent le land.
Au début de la Seconde Guerre mondiale, la Sarre est envahie par les troupes françaises du général André-Gaston Prételat : c'est l’offensive de la Sarre. Mais cette occupation sera de courte durée. En effet, en réaction à cette offensive, des divisions allemandes sont rapidement mobilisées et les Français décident de se replier derrière la ligne Maginot.
Après le conflit, la Sarre est incluse dans la zone d'occupation française. Les premières élections libres des conseils municipaux se déroulent le 15 septembre 1946, la formation de partis politiques étant autorisée par les autorités militaires françaises. Le 15 décembre 1947, les conseillers adoptent une constitution sarroise. La région devient de droit un véritable État sous protectorat français doté d’une souveraineté propre, mais amené à se rapprocher de la France. L'indépendance du territoire est reconnue au sein des instances internationales. Ainsi la FIFA permet à la Sarre, en tant que nation indépendante, d'affronter en 1953 l'équipe nationale d'Allemagne dans le cadre des qualifications pour la coupe du monde de football de 1954. De la même façon, elle participe aux Jeux olympiques d'été de 1952. Le statut spécial de la Sarre permet d'autres opportunités légales : ainsi depuis 1954 à Berus, sur les hauteurs du Felsberg, les antennes de l'émetteur radio d'Europe 1 (183 kHz) se dressent sur les hauteurs du village.

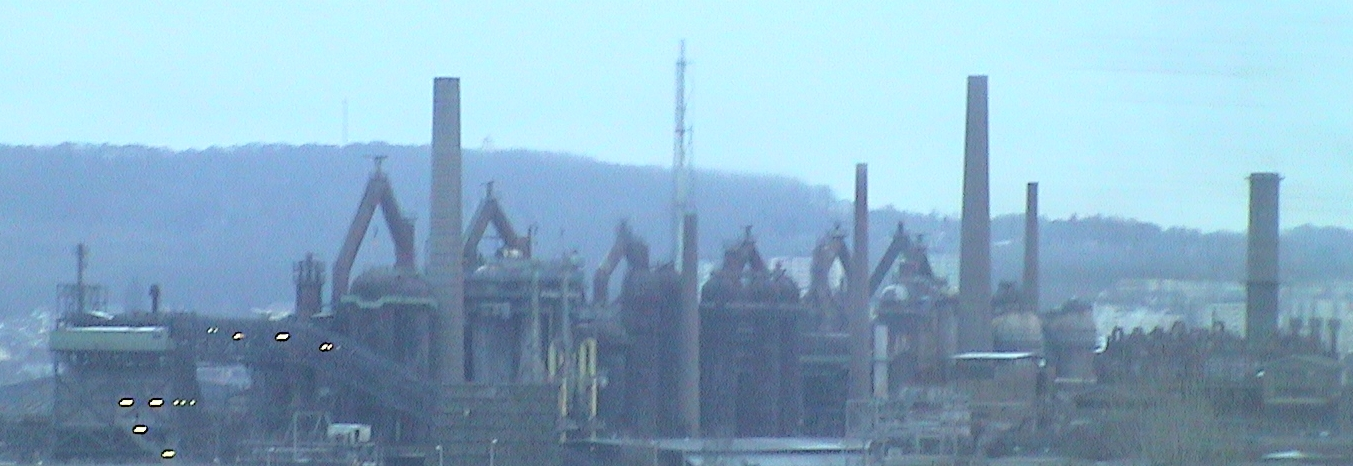
Völklinger Hütte.

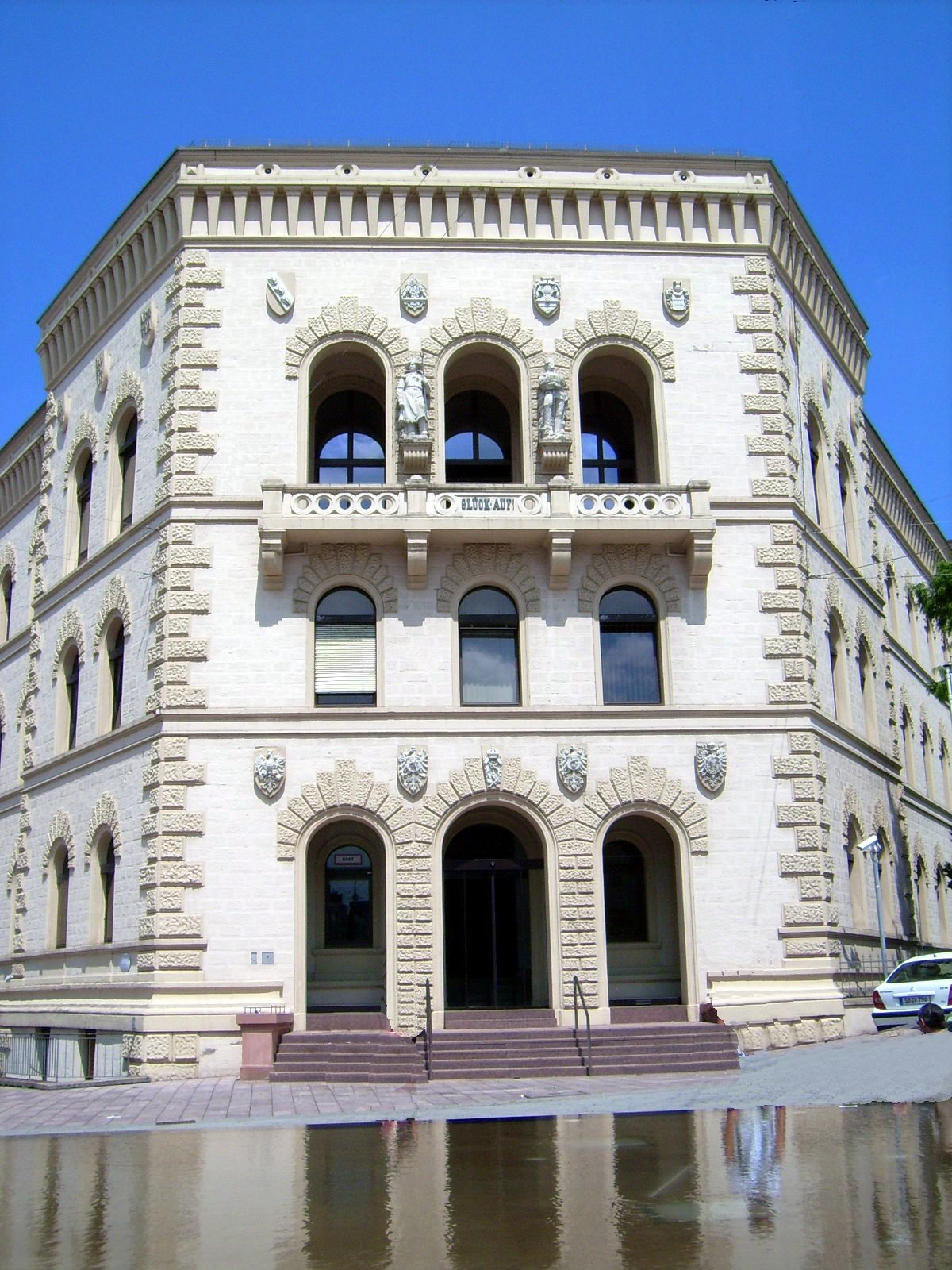
Siège historique des Houillères de la Sarre à Sarrebruck.

Dans le cadre des discussions qui accompagnent la création des premières instances européennes, la France et l'Allemagne émettent des opinions divergentes quant à l'avenir du territoire. La France souhaite que la Sarre, qui bénéficie d'un gouvernement régional doté d'une autonomie politique, demeure néanmoins sous la tutelle économique et militaire française. L'Allemagne souhaite au contraire la fin du statut spécial de la Sarre et sa réincorporation au sein de la nouvelle République fédérale d'Allemagne.
Ces divergences aboutissent aux accords de Paris du 23 octobre 1954, qui stipulent la fin du régime d'occupation en Allemagne de l'Ouest et tentent de définir les modalités d'un règlement du problème de la Sarre. Ces accords prévoient de doter la Sarre d'un « statut européen » dans le cadre de l'Union de l'Europe occidentale. Les Sarrois s'expriment à nouveau par référendum le 23 octobre 1955 et rejettent ce nouveau statut par 67,7 % des voix.

### Land allemand
C'est par les Accords de Luxembourg, signés par la France et la RFA le 27 octobre 1956, que le rattachement politique de la Sarre à l'Allemagne de l'Ouest est entériné pour le 1er janvier 1957 sous la forme d’un Land. Ces accords permettent de mettre fin à un vieux contentieux au sein des relations franco-allemandes.

## Armoiries
Les armoiries de la Sarre, adoptées par le Landtag (Parlement) le 9 juillet 1956, combinent le lion d’argent du comté de Nassau-Sarrebruck, la croix de l’électorat de Trèves, les alérions du duché de Lorraine et le lion d’or du duché de Palatinat-Deux-Ponts.

## Économie
La Sarre est une région industrielle, longtemps marquée par les mines de charbon dont les gisements sont les mêmes que ceux de la Lorraine voisine. La dernière mine a fermé en 2012, et la région est actuellement en reconversion économique.
Les échanges transfrontaliers sont importants avec la France autour de l'Eurodistrict SaarMoselle, ainsi qu'avec le Luxembourg.

## Démographie

### Villes
| 1  | Sarrebruck    | 178 151 |
| 2  | Neunkirchen   | 46 369  |
| 3  | Hombourg      | 41 974  |
| 4  | Vœlklange     | 39 129  |
| 5  | Saint-Ingbert | 39 292  |
| 6  | Sarrelouis    | 34 768  |
| 7  | Mercy         | 29 937  |
| 8  | Saint-Wendel  | 26 066  |
| 9  | Blieskastel   | 21 033  |
| 10 | Dillingen     | 20 311  |

### Villes moyennes
- Bexbach
- Ottweiler
- Lebach
- Püttlingen
- Sulzbach/Saar

## Politique et administration

### Institutions
Le pouvoir exécutif est exercé par le gouvernement dirigé par le ministre-président. Le pouvoir législatif est détenu par le Landtag, assemblée de 51 membres élus pour cinq ans.

### Subdivisions

La Sarre est divisée en cinq arrondissements (Landkreise) et une Communauté régionale :
La Communauté régionale de Sarre : (statut proche d'un arrondissement)
- Communauté régionale de Sarrebruck

Les cinq arrondissements (Landkreise) de Sarre :
- Arrondissement de Merzig-Wadern
- Arrondissement de Neunkirchen
- Arrondissement de Sarrelouis (Saarlouis)
- Arrondissement de Sarre-Palatinat (Saarpfalz)
- Arrondissement de Saint-Wendel (Sankt-Wendel)

## Langues

### Langue régionale
Le sarrois (Saarlännisch en sarrois, Saarländisch en allemand standard) est l'une des langues régionales d'Allemagne. C'est un terme générique qui désigne l'ensemble des dialectes du moyen allemand parlés en Sarre, à l'instar du terme « francique lorrain » utilisé en Moselle germanophone voisine. 
Toujours comme en Moselle germanophone voisine, on distingue d'ouest en est trois groupes linguistiques :
- Le luxembourgeois (ou Westmoselfränkisch), qui va du Luxembourg et de la frontière Ouest du Land de Sarre jusqu'à Merzig ;
- Le francique mosellan (ou Moselfränkisch), qui va de l'est de Merzig jusqu'à Völklingen ;
- Le francique rhénan (ou Rheinfränkisch), qui va de Völklingen jusqu'à la frontière est du Land, en passant par la capitale Sarrebruck, et qui se prolonge en Moselle et en Rhénanie-Palatinat (voir francique rhénan de Lorraine et francique rhénan du Palatinat).

### Usage du français
Du fait de son histoire, et de ses occupations successives par la France, dont celles de 1919-1935, et 1946-1957, la langue française est la principale langue étrangère en Sarre, comprise et parlée par environ 40 % de la population. À noter aussi la présence de nombreux descendants de huguenots protestants français, ce qui fait qu'il n'est pas rare d'observer de nombreux noms de familles d'origine française. La ville de Sarrelouis fut française de 1680 à 1813.
En 2007, le français a remplacé l'anglais dans les écoles. Il y devient donc la première langue étrangère obligatoire. La Sarre est le seul Land allemand à faire du français avec l’anglais une seconde langue obligatoire dans les lycées. Cette particularité explique pourquoi à l'université les bacheliers allemands et français peuvent étudier parallèlement le droit allemand et français en vue de passer une licence de droit. Plus d'un élève sur deux apprend le français en Sarre, car son enseignement y détient une exclusivité dès le primaire dès l'âge de 8 ans, et ce jusqu'à l'âge de 19 ans.
En 2009/2010, sur l'ensemble de l'Allemagne, 4,2 % des élèves de niveau primaire apprennent le français (contre 63,9 % pour l'anglais). En janvier 2014, l'État sarrois annonce sa volonté de rendre le Land entièrement bilingue vis-à-vis du français et de l'allemand pour 2043,,. Depuis 2012, le nombre de crèches bilingues a augmenté régulièrement pour atteindre quelques 250 sur un total d’environ 500 crèches en 2024 et un quart de toutes les écoles primaires, 43 sur 160, enseignent le français dès la première année. Cependant, le plan scolaire en langue française n’a pas atteint ses objectifs principalement par manque d’enseignants qualifiés, trop peu d’enseignants sont formés au français et il n’y a pas assez d’enseignants francophones, et par manque de cohérence entre les différentes écoles.
43 % de la population parle français en seconde langue, et 5 % a des notions de français[Quand ?].
Les archives administratives et historiques, entre 1685 et 1815 sont rédigées en français.